# Bengt Rogström
Bengt Einar Rogström, född 14 januari 1944 i Rog utanför Bjursås, var en svensk bandy- och fotbollsspelare. Han spelade allsvenskt i Nynäshamn i bandy och div. 3-fotboll i GIF. 
Efter spelarkarriären började han att jobba som tränare. Bland meriterna finns landslagstränare i 16 år (för olika lag),  elittränare i Falun, Västerås, Edsbyn, Boltic, Bollnäs och Hammarby. Han tränade även Grycksbo IF i fotboll och bandy.